# Hiện tượng lâm chung

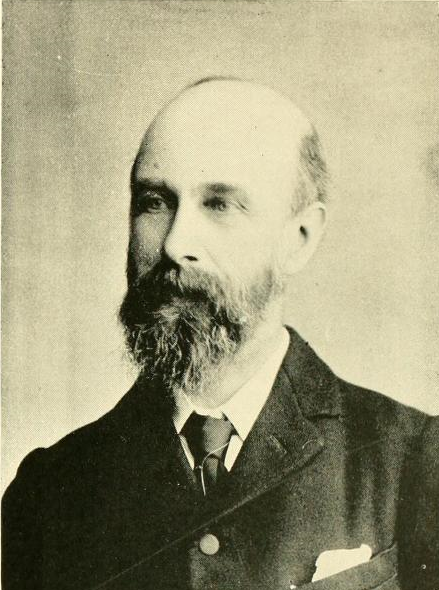
William F. Barrett, nhà nghiên cứu hiện tượng lâm chung đầu tiên.

Hiện tượng lâm chung đề cập đến một loạt các trải nghiệm được những người sắp chết kể lại. Có rất nhiều ví dụ về hiện tượng lâm chung trong cả văn học phi hư cấu và hư cấu, điều này cho thấy rằng những hiện tượng này đã được các nền văn hóa trên thế giới ghi nhận trong suốt nhiều thế kỷ, mặc dù nghiên cứu khoa học về chúng chỉ tương đối gần đây. Trong các tài liệu khoa học, những trải nghiệm như vậy được gọi là trải nghiệm cảm giác liên quan đến cái chết (DRSE). Những bệnh nhân sắp chết đã nói với nhân viên làm việc trong các nhà tế bần rằng họ đã trải qua những điềm báo an ủi.
Giới khoa học hiện đại đều coi hiện tượng và điềm báo về giây phút lâm chung chỉ là ảo giác.

## Điềm báo lâm chung
Điềm báo về giây phút lâm chung đã được mô tả từ thời cổ đại. Tuy nhiên, chưa có ai tiến hành nghiên cứu có hệ thống đầu tiên mãi cho đến thế kỷ 20. Chúng cũng được gọi là ảo giác sống động, ảo ảnh về người hấp hối và trước khi chết. Bác sĩ William Barrett, tác giả của cuốn sách Death-Bed Visions (1926), đã thu thập các giai thoại của những người từng tuyên bố trải qua các linh ảnh về bạn bè và người thân đã khuất, âm thanh của âm nhạc và các hiện tượng khác trước giây phút cuối cùng của cuộc đời. Barrett là người theo thuyết duy linh Kitô giáo và tin rằng những điềm báo này là bằng chứng cho sự giao tiếp với linh hồn.
Trong một nghiên cứu được các nhà cận tâm lý học Karlis Osis và Erlendur Haraldsson thực hiện từ năm 1959 đến năm 1973, họ đã báo cáo rằng 50% trong số hàng chục nghìn cá nhân mà họ nghiên cứu ở Mỹ và Ấn Độ đã từng trải qua điềm báo lâm chung. Osis và Haraldsson cùng các nhà cận tâm lý học khác như Raymond Moody đã giải thích các báo cáo này chính là bằng chứng về thế giới bên kia cửa tử.
Nhà điều tra hoài nghi Joe Nickell đã viết về điềm báo lâm chung (DBV) dựa trên những lời kể mang tính giai thoại không đáng tin cậy. Khi không xem xét toàn bộ bối cảnh của những câu chuyện này, ông tin rằng mình đã phát hiện ra mâu thuẫn và trái ngược trong các DBV khác nhau được tác giả thuyết siêu linh Carla Wills-Brandon thuật lại.
Nghiên cứu trong lĩnh vực Tế bần & Chăm sóc Xoa dịu cơn đau đã nghiên cứu tác động của hiện tượng lâm chung (DBP) đối với người hấp hối, gia đình của họ và nhân viên xoa dịu đau bệnh. Năm 2009, một bảng câu hỏi đã được phân phát cho 111 nhân viên trong một chương trình chăm sóc y tế người Ireland hỏi xem họ có gặp nhân viên hoặc bệnh nhân nào từng trải qua DBP hay không. Đa số những người được hỏi cho rằng bệnh nhân hoặc người nhà bệnh nhân đã báo cho họ biết về điềm báo lâm chung. Họ kể về nội dung của những linh ảnh này thường có vẻ an ủi đối với bệnh nhân và gia đình của họ. Một nghiên cứu khác cho thấy DBP thường liên quan đến cái chết êm đềm và thường ít được bệnh nhân và gia đình kể lại do sợ nhân viên y tế lúng túng và mấy không tin tưởng vào hiện tượng này.
Nhằm đáp ứng dữ liệu định tính này, xuất hiện một phong trào ngày càng tăng trong lĩnh vực chăm sóc xoa dịu cơn đau bệnh nhấn mạnh "sự hiểu biết và tôn trọng từ những người cung cấp dịch vụ chăm sóc cuối đời" liên quan đến DBP.

## Đánh giá khoa học
Theo lời Ronald K. Siegel, nhà nghiên cứu và nhà tâm thần dược học người Mỹ, có một mức độ tương đồng cao giữa điềm báo lâm chung và chất gây ảo giác. Chất gây ảo giác thường chứa đựng hình ảnh của những sinh vật ở thế giới khác và bạn bè, người thân đã qua đời của bệnh nhân. Một số nhà khoa học nghiên cứu các trường hợp trong hiện tượng lâm chung đã mô tả thị giác, thính giác và cảm giác của những người thân đã khuất hoặc các thiên thần trong quá trình hấp hối đều chỉ là ảo giác. Theo giả thuyết đề ra thì những ảo giác này xuất hiện qua một số lời giải thích không loại trừ việc giới hạn ở tình trạng thiếu oxy não, lú lẫn, mê sảng, suy giảm các bộ phận bên trong cơ thể (ví dụ: thận, gan, phổi) và phản ứng tâm thần với trạng thái căng thẳng.
Khi cơ thể bị thương, hoặc nếu tim ngừng đập, dù chỉ trong thời gian ngắn, não sẽ bị thiếu oxy. Thiếu oxy não trong thời gian ngắn có thể dẫn đến suy giảm chức năng tế bào thần kinh. Có giả thuyết cho rằng sự suy giảm tế bào thần kinh này là nguyên nhân dẫn đến những cảnh tượng về giây phút lâm chung.